# Wurtziet

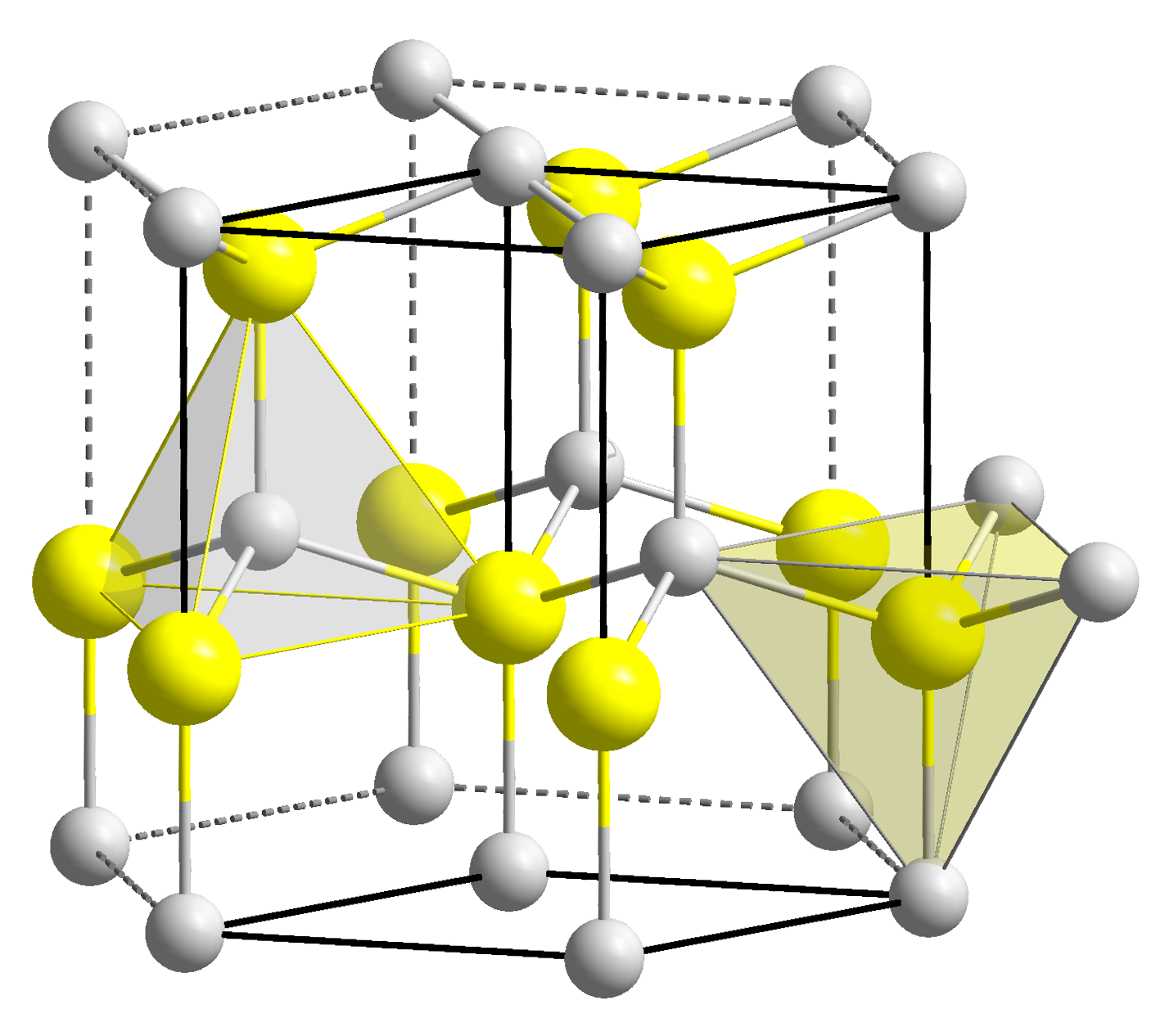
Wurtzietstructuur
sulfide-ionen
zink- of ijzerionen

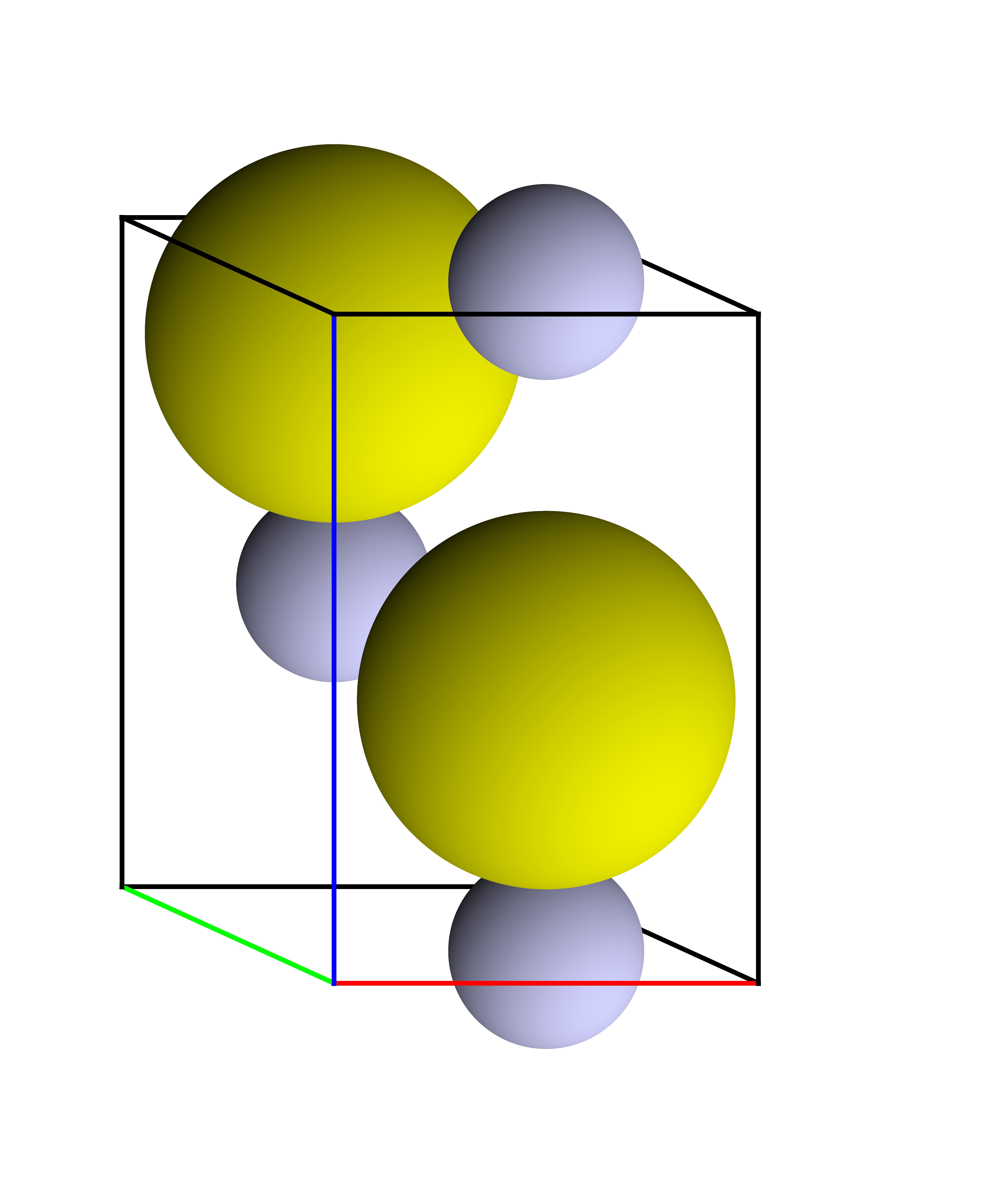
eenheidscel
metaal
zwavel of seleen

Het mineraal wurtziet is een zink-ijzer-sulfide, een verbinding van een sulfide met zink en ijzer met de verhoudingsformule (Zn,Fe)S. Wurtziet wordt vooral aangetroffen in hydrothermale aders en in de omgeving van andere, voor de mijnbouw interessante ertsen. Het mineraal is naamgevend voor de wurtzietstructuur, een kristalstructuur in de kristallografie.

## Ontdekking en naamgeving
Wurtziet werd in 1861 voor het eerst beschreven door de Franse scheikundige en mineraloog Charles Friedel (1832-1899). De door hem onderzochte mineralen waren afkomstig uit de mijn San José in de buurt van Oruro in de Andes in Bolivia. Friedel noemde het mineraal naar zijn leraar, de Franse scheikundige Charles Wurtz (1817-1884). De mijn San José is nog steeds de typelocatie van wurtziet en was tot in de 20e eeuw een belangrijke leverancier van vooral tin.
Sinds het begin van de International Mineralogical Association is wurtziet de officiële internationaal erkende naam voor hexagonaal uitkristalliserende zinksulfide β-ZnS.

## Eigenschappen

### Kenmerken en voorkomen
Het oranjebruine, bruinzwarte tot zwarte wurtziet heeft een lichtbruine streepkleur. Het heeft een hexagonaal kristalstelsel en een goede splijting volgens de kristalvlakken [1010] en [0001]. De massadichtheid is 4,03 kg/l en de hardheid is 3,5 tot 4. Wurtziet is niet magnetisch of radioactief.
Wurtziet wordt in de natuur zoals de meeste sufiden gevormd door het neerslaan uit hydrothermale oplossingen in aders. Vaak komt het voor naast andere sulfiden. In de natuur bevat wurtziet meestal sporen van ijzer, mangaan en cadmium. Het hoge cadmiumgehalte zorgt ervoor dat wurtziet vaak naast zinkblende α-ZnS voorkomt, dat daarmee polymorf is. Andere samen voorkomende mineralen, paragenesen, zijn galeniet PbS en andere vaak ijzerrijke sulfiden als pyriet FeS, marcasiet FeS2 en chalcopyriet CuFeS2.
Meestal vormt wurtziet radiaal uitstralende aggregaten van naald- of staafvormige kristallen, die samen met sfaleriet zogenaamde schalenblende vormen. Deze aggregaten lijken op die van stibniet Sb2S3. Losse kristallen zijn zeldzaam maar kunnen geïsoleerd voorkomen, meestal met een habitus van onvolmaakte piramiden. Deze habitus wordt ook wel hemimorf genoemd, omdat de beide zijden van het kristal sterk in uiterlijk verschillen. De ene kant is een basisvlak, de andere kant een spitse punt. Wurtziet kan ook in plaatjes groeien, waarbij de boven- en ondervlakken parallel aan de oriëntatie van een potentieel basisvlak van een piramide liggen. De piramidevorm is bij zulke kristallen niet ontwikkeld. Deze laatste verschijningsvorm is echter zeer zeldzaam.

### Kristalstructuur
De structuur van wurtziet is in de kristallografie een van de belangrijkste kristalstructuren. Veel mineralen, waaronder ook voor de bouwindustrie belangrijke grondstoffen, kristalleren in deze structuur uit. Het zijn isotypen van wurtziet. Verbindingen, die deze structuur aannemen, zijn bijvoorbeeld zinkoxide ZnO, cadmiumsulfide CdS, cadmiumselenide CdSe, cadmiumtelluride CdTe, galliumnitride GaN en zilverjodide ArI.
Wurtziet vormt hexagonale kristallen, die een ruimtegroep P63mc hebben. De celconstanten, dat zijn de lengte van de ribben en de hoeken daartussen, van de eenheidscel zijn a = 382 pm en c = 626 pm en er bevinden zich twee formule-eenheden in iedere eenheidscel.
De wurtzietstructuur kan worden afgeleid van die van lonsdaleiet, hexagonale diamant. De lonsdaleietstructuur komt overeen met die van sfaleriet, die weer van (normale) kubische diamant is af te leiden. De wurtzietstructuur bestaat uit de dichtste bolstapeling van zwavelatomen, waarbij de atomen in lagen ABABAB... in de richting van de c-as liggen. De zinkatomen bevinden zich in de lege viervlakken in deze stapeling. Bij hexagonale dichtste stapeling zijn er twee maal zoveel van deze holten aanwezig als gestapelde atomen, in dit geval zwavelatomen. Omdat de verhouding tussen zwavel en zink 1:1 is, de verhoudingsformule van wurtziet is ZnS, is slechts de helft van de viervlakken gevuld. De wurtzietstructuur kan ook andersom worden beschreven: dan vormen de zinkatomen een hexagonaal dichtste stapeling waarin de zwavelatomen de helft van de viervlakken vullen, zwavel en zink zijn commutatief. Zowel zwavel als zink heeft in de wurtzietstructuur een coördinatiegetal van 4: de coördinatiepolyeder van beide is een onvervormd viervlak.
De niggliformule van wurtziet is: {\displaystyle \mathrm {{}_{\infty }^{3}\lbrace [ZnS{}_{4/4}]\rbrace \!\,} }.

## Websites
- Wurtzite Mineral Data
- mindat.org. Wurtzite